# 约舍·兹沃涅
约舍·兹沃涅（德語：Josche Zurwonne，1989年3月23日—），德国男子羽毛球運動員，擅長雙打項目。

## 簡歷
2011年，约舍·兹沃涅與彼得·卡斯巴尔合作，先後贏得了荷蘭國際賽和西班牙公開賽男子雙打亞軍；又在較高級別的斯洛文尼亞國際賽和愛爾蘭國際賽中打進四強。翌年，二人在國際賽場續有好成績，先在克羅地亞國際賽打進四強，其後在2012年4月舉行的第1屆法國羽毛球國際賽，更一舉拿下個人生涯首個國際賽冠軍。
同年年底，兹沃涅曾跟荷蘭老將鲁德·博世及國家隊的老大哥约翰尼斯·斯科特勒短暫合作雙打，曾跟後者在愛爾蘭國際賽打進男雙決賽，最後取得亞軍。
在2013年至2014年中，兹沃涅復與彼得·卡斯巴尔合作，但成績普通，只曾在2013年的法國國際賽、白夜羽毛球賽及倫敦黃金大獎賽中打進四強。在2014年湯姆斯盃後，兹沃涅改與較年輕的麦克斯·施文格尔搭檔，二人初次出戰國際賽，即打進加拿大大獎賽四強，更在其後舉行的巴西大獎賽奪得冠軍。

## 主要比賽成績
| 年份   | 賽事                     | 公開賽級別 | 項目     | 搭檔              | 成績   |
| ------ | ------------------------ | ---------- | -------- | ----------------- | ------ |
| 2010年 | 匈牙利羽毛球國際賽       | 國際系列賽 | 男子雙打 | 彼得·卡斯巴尔     | 冠軍   |
| 2010年 | 匈牙利羽毛球國際賽       | 國際系列賽 | 混合雙打 | 卡拉·尼尔特       | 準決賽 |
| 2010年 | 威爾斯羽毛球國際賽       | 國際系列賽 | 男子雙打 | 约舍·兹沃涅       | 冠軍   |
| 2010年 | 威爾斯羽毛球國際賽       | 國際系列賽 | 混合雙打 | 卡拉·尼尔特       | 亞軍   |
| 2011年 | 愛沙尼亞羽毛球國際賽     | 國際系列賽 | 男子雙打 | 彼得·卡斯巴尔     | 冠軍   |
| 2011年 | 荷蘭羽毛球國際賽         | 國際挑戰賽 | 男子雙打 | 彼得·卡斯巴尔     | 亞軍   |
| 2011年 | 斯洛文尼亞羽毛球國際賽   | 國際系列賽 | 男子雙打 | 彼得·卡斯巴尔     | 準決賽 |
| 2011年 | 斯洛文尼亞羽毛球國際賽   | 國際系列賽 | 混合雙打 | 卡拉·尼尔特       | 準決賽 |
| 2011年 | 西班牙羽毛球公開賽       | 國際挑戰賽 | 男子雙打 | 彼得·卡斯巴尔     | 亞軍   |
| 2011年 | 愛爾蘭羽毛球國際賽       | 國際系列賽 | 男子雙打 | 彼得·卡斯巴尔     | 準決賽 |
| 2012年 | 克羅地亞羽毛球國際賽     | 國際系列賽 | 男子雙打 | 彼得·卡斯巴尔     | 準決賽 |
| 2012年 | 法國羽毛球國際賽         | 國際系列賽 | 男子雙打 | 彼得·卡斯巴尔     | 冠軍   |
| 2012年 | 愛爾蘭羽毛球國際賽       | 國際系列賽 | 男子雙打 | 约翰尼斯·斯科特勒 | 亞軍   |
| 2013年 | 法國羽毛球國際賽         | 國際挑戰賽 | 男子雙打 | 彼得·卡斯巴尔     | 準決賽 |
| 2013年 | 白夜羽毛球賽             | 國際挑戰賽 | 男子雙打 | 彼得·卡斯巴尔     | 準決賽 |
| 2013年 | 倫敦羽毛球黃金大獎賽     | 黃金大獎賽 | 男子雙打 | 彼得·卡斯巴尔     | 準決賽 |
| 2014年 | 歐洲男子羽毛球團體錦標賽 | 其他       | 男子團體 | －                | 季軍   |
| 2014年 | 加拿大羽毛球大獎賽       | 大獎賽     | 男子雙打 | 麦克斯·施文格尔   | 準決賽 |
| 2014年 | 巴西羽毛球大獎賽         | 大獎賽     | 男子雙打 | 麦克斯·施文格尔   | 冠軍   |
| 2014年 | 保加利亞羽毛球國際賽     | 國際挑戰賽 | 男子雙打 | 麦克斯·施文格尔   | 準決賽 |
| 2014年 | 愛爾蘭羽毛球公開賽       | 國際挑戰賽 | 男子雙打 | 麦克斯·施文格尔   | 亞軍   |
| 2015年 | 瑞士羽毛球黃金大獎賽     | 黃金大獎賽 | 男子雙打 | 麦克斯·施文格尔   | 準決賽 |
| 2016年 | 愛沙尼亞羽毛球國際賽     | 國際系列賽 | 男子雙打 | 琼斯·拉夫利·詹森  | 冠軍   |
| 2016年 | 歐洲男子羽毛球團體錦標賽 | 其他       | 男子團體 | －                | 季軍   |
| 2016年 | 白夜羽毛球賽             | 國際挑戰賽 | 男子雙打 | 琼斯·拉夫利·詹森  | 冠軍   |
| 2016年 | 巴西羽毛球大獎賽         | 大獎賽     | 男子雙打 | 琼斯·拉夫利·詹森  | 亞軍   |
| 2016年 | 愛爾蘭羽毛球公開賽       | 國際挑戰賽 | 男子雙打 | 琼斯·拉夫利·詹森  | 冠軍   |
| 2016年 | 意大利羽毛球國際賽       | 國際挑戰賽 | 男子雙打 | 琼斯·拉夫利·詹森  | 冠軍   |
| 2017年 | 歐洲羽毛球混合團體錦標賽 | 其他       | 混合團體 | －                | 季軍   |
| 2017年 | 荷蘭羽毛球大獎賽         | 大獎賽     | 男子雙打 | 琼斯·拉夫利·詹森  | 準決賽 |
| 2018年 | 歐洲羽毛球男子團體錦標賽 | 其他       | 男子團體 | －                | 季軍   |
| 2018年 | 荷蘭羽毛球公開賽         | 超級100賽  | 男子雙打 | 瓊斯·拉夫利·詹森  | 準決賽 |

| 2007-2017年 | 首要超級賽 | 超級賽 | 黃金大獎賽 | 大獎賽 | 國際挑戰賽 | 國際系列賽 | 未來系列賽 | 其他 |

| 2018-2026年 | 總決賽 | 超級1000賽 | 超級750賽 | 超級500賽 | 超級300賽 | 超級100賽 | 國際挑戰賽 | 國際系列賽 | 未來系列賽 | 其他 |

### 奧運會和世錦賽參賽紀錄
|          | 搭檔             | 2013        | 2014 | 2015 | 2016 | 2017 | 2018 |
| -------- | ---------------- | ----------- | ---- | ---- | ---- | ---- | ---- |
| 男子雙打 | 彼得·卡斯巴尔    | 48強 (退賽) | 32強 | －   | －   | －   | －   |
| 男子雙打 | 琼斯·拉夫利·詹森 | －          | －   | －   | －   | 32強 | 32強 |